# 維也納攻勢
維也納戰役是蘇聯烏克蘭第三方面軍為攻佔奧地利首都維也納而展開的進攻，戰役從1945年3月16至4月15日，以維也納被包圍及占领告终。

## 背景
史達林與西方盟國於1945年4月前達成的協議中，與會三方在戰後對中歐及東歐國家的政治影響均有提及，但是這些協定內容卻沒有提及奧地利，因此史達林決定推遲在早於2月份發動對柏林的進攻，及先行掃蕩原本攻勢的南北兩翼及奧地利國土，因為這對他與盟國在之後有關戰後安排的談判十分有利。
在春季醒覺行動中戰敗後，澤普·迪特里希的德國武裝親衛隊第6裝甲軍團被安排防守維也納地區，德軍絕望地在城內布置防禦工事以對抗很快會到達的蘇軍。
1945年春季時費奧多爾·托爾布欣元帥的烏克蘭第三方面軍經匈牙利西部向多瑙河兩岸集中。
3月30日進攻的蘇軍在佔領索普朗及瑙吉考尼察後向荷朗河及尼特拉河推進，之後將會越過接壤匈牙利及奧地利的邊界，托爾布欣已經準備好攻入奧地利及解放維也納。

## 戰況
1945年4月2日維也納電台廣播否認奧地利首都已經被宣佈為不設防城市，同一天蘇軍在攻佔維也納新城、艾森施塔特、諾因基爾辛及格洛格尼茨後從南面進攻維也納，巴登及布拉提斯拉瓦在4月4日被蘇軍佔領。
到達維也納地區後，烏克蘭第3方面軍迂迴、包圍及進攻該城，參與行動的包括蘇軍第4近衛坦克軍、第6近衛坦克軍、第9近軍及第46軍。
面對蘇軍的只有德國武裝親衛隊第6裝甲軍團的武裝親衛隊第2裝甲軍，加上從城中的志愿軍及防空部隊，維也納的防務由魯道夫·馮·比瑙上將指揮，而武裝親衛隊第2裝甲軍則由武裝親衛隊上將威廉·畢特利希指揮。
奧地利首都的戰鬥是一場激烈的巷戰，但在市內部分地區蘇軍只遇到很輕微的抵抗，防守普拉特公園的是第6裝甲師，沿城市南面防守的是黨衛軍精銳的親衛隊第2帝國師及親衛隊第3骷髏師和在北面防守的是元首擲彈兵師，蘇軍攻入維也納東南郊區的是第4親衛軍團及部分第9親衛軍團，德國守軍將蘇軍阻擊於市內南部郊區直到4月7日，但是當成功建立數個立足點後，蘇軍於4月8日將第6親衛坦克軍團及大部分第9親衛軍團移到城市西面郊區，西面郊區對蘇軍特別重要因為維也納主要火車站座落在此，由於之後在東面及北面郊區成功滲透，蘇軍在西部郊區成功突破，在多瑙河北面，蘇聯第46軍團通過維也納北面郊區向西推進，維也納中心區已被包圍。
4月9日蘇軍開始向市中心滲透，但之後數天一些沒有意義的戰鬥仍然持續，4月11日晚上第4近衛集团军猛攻多瑙運河，與第20近衛狙擊軍及第1近衛機械化軍在帝國橋上前進，蘇軍在4月13日發動突襲，多瑙河分艦隊的陸戰隊與第80親衛狙擊師及第7親衛空降師於4月13日在大橋兩邊同時發動突襲，剪斷電線及保護大橋，但是其他重要橋樑全部被破壞，同一天最後一批守軍投降，維也納完全陷落，但畢特利希的武裝親衛隊第2裝甲軍在4月13日晚上向西撤退以免被包圍同時第46軍攻佔埃斯令及多瑙河分艦隊的陸戰隊在克洛斯特新堡登岸。
當巷戰於4月8日在維也納西南郊區變得激烈時，烏克蘭第3方面軍正通過維也納及向林茨及格拉茨進攻。

## 總結

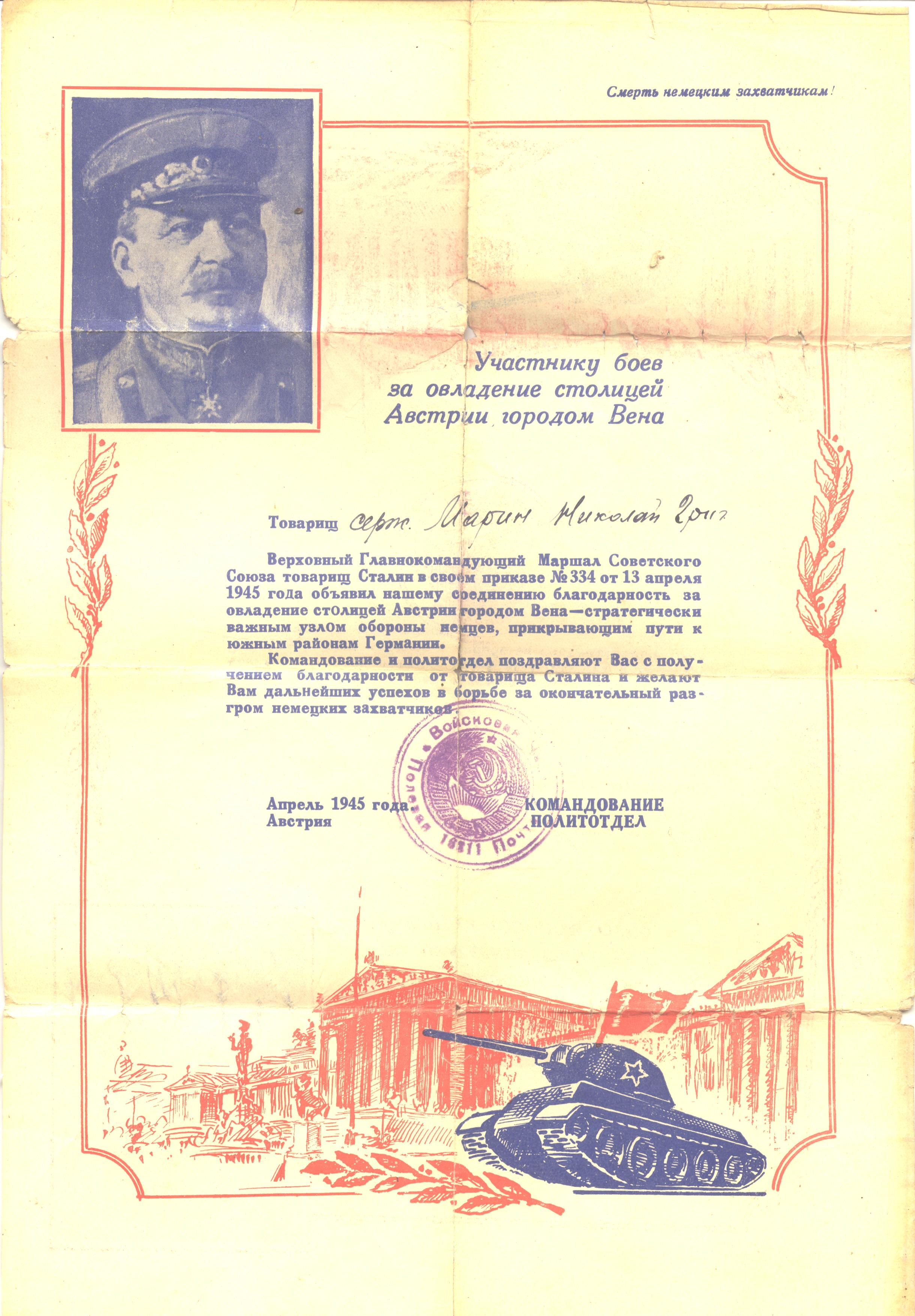
斯大林對行動的參與者之一表示感謝

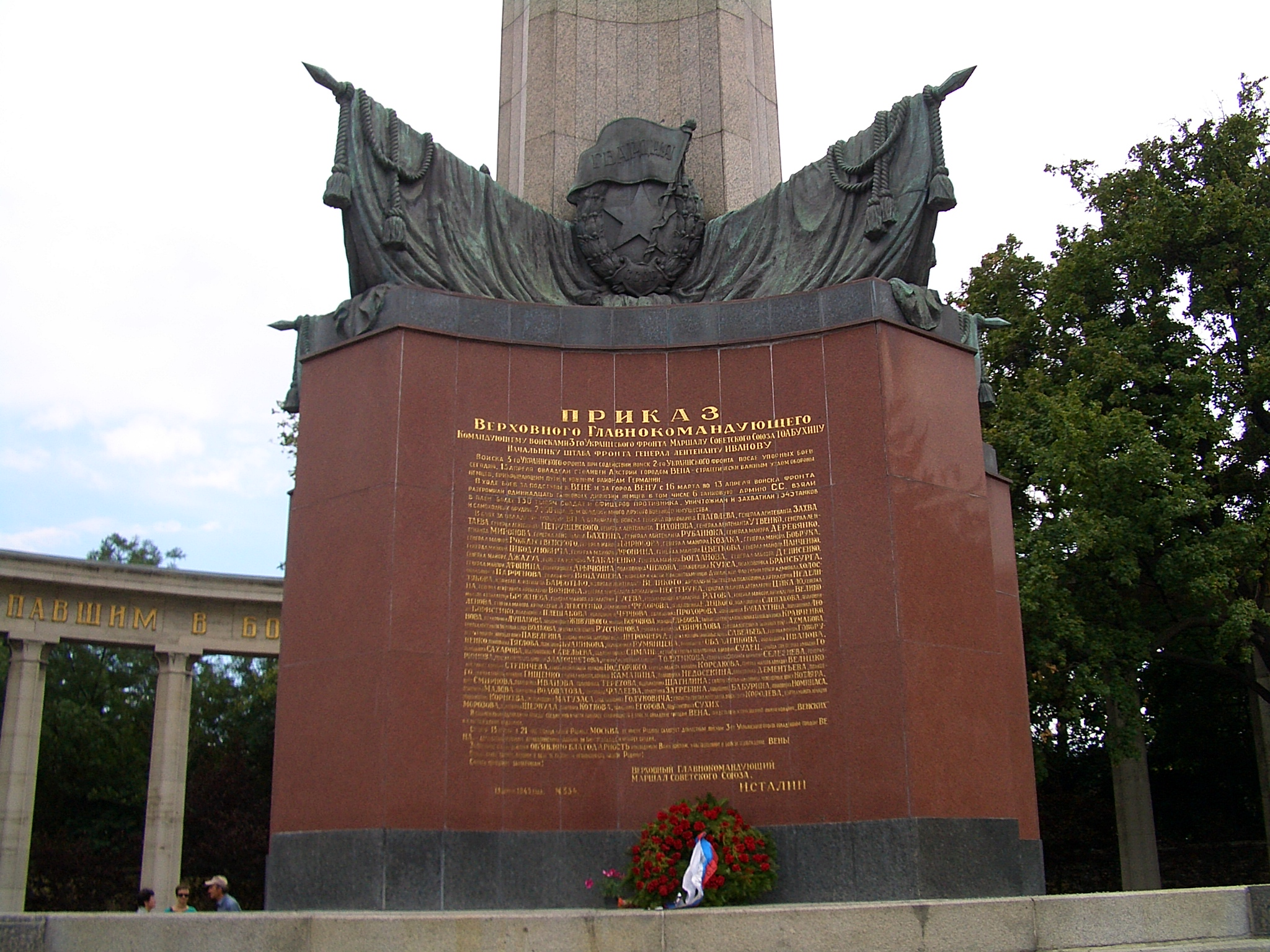
雕刻了有關史達林祝賀參與維也納攻勢部隊獲勝命令之紅軍紀念碑（Heldendenkmal der Roten Armee）在1945年底被蘇軍佔領當局樹立在維也納

4月15日烏克蘭第3方面軍各軍大舉向奧地利推進，武裝親衛隊第6裝甲軍團的殘餘部隊被派往防守維也納與林茨之間的地區，與它對陣的是蘇軍第9親衛軍及第46軍，另外蘇軍第26軍及第27軍向格拉茨北面前進以威脅德國第6軍團，蘇軍第57軍及保加利亞第1軍團向林茨南面（接近馬里博爾）以包圍德國第2裝甲軍團，沒有任何一支德軍部隊能向已陷入泥獰困擾的蘇軍反擊。
一些在維也納的著名建築物在戰役中遭到嚴重破壞，城市沒有水、電力或煤氣供應。因為缺乏警察，很多人（無論是外國人或奧地利人）劫掠及攻擊不幸的居民。首批蘇軍总体来说作风良好，但后续抵达的蘇軍毫无军纪，在之後數星期的動亂中搶掠及強姦婦女，這比三十年戰爭最壞的時候還要惡劣。
像畢特利希一樣，魯道夫·馮·比瑙上將在維也納陷落前逃出以免被俘，從4月16日至戰爭結束，他隱姓埋名，在歐戰勝利日向美國人投降，直到1947年比瑙被發現及列為戰犯，畢特利希之後亦向美軍投降及被盟軍因戰爭罪監禁至1954年，費多爾·托爾布欣之後回到蘇聯擔任南部軍隊集群總司令及之後擔任外高加索特別軍區司令，1949年10月因心臟病逝世。

### 攻勢的最後戰鬥序列

#### 德意志國防軍及軸心國盟軍
1945年4月30日以下之戰鬥序列由國防軍最高統帥部公佈，從4月20日至5月2日，國防軍最高統帥部由措森（柏林附近）遷往莫威克（德國北部接近丹麥的弗倫斯堡）， 此戰鬥序列顯示中在匈牙利及奧地利戰鬥中剩下來的德軍。

| - 德國武裝親衛隊第6裝甲軍團—林茲以東 - 第117警察師（正在趕來增援中） - 武裝親衛隊第1裝甲軍 - 武裝親衛隊第1阿道夫·希特勒警衛旗隊裝甲師 - 第356步兵師 - 武裝親衛隊第12希特勒青年團裝甲師 - 第710步兵師 - 武裝親衛隊第2裝甲軍 - 武裝親衛隊第3骷髏裝甲師 - 元首擲弹兵師 | - 德國第6軍團—格拉茨以北 - 武裝親衛隊第4裝甲軍 - 第3裝甲師 - 武裝親衛隊第5維京裝甲擲彈兵師 - 武裝親衛隊第14加利西亞武裝擲彈師 - 第3裝甲軍 - 第1人民山地步兵師 - 第1裝甲師 | - 德國第2裝甲軍團 - 格拉茨以南（接近馬里博爾） - 第68軍 - 第71步兵師 - 武裝親衛隊第13彎刀志願武裝山地師 - 第118獵兵師 - 第22山地軍 - 第297步兵師 - 匈牙利聖拉斯洛步兵師 - 第1騎兵軍 - 第23裝甲師 - 第4騎兵師 - 第3騎兵師 - 武裝親衛隊第16全國領袖裝甲擲彈兵師 |

#### 蘇聯紅軍及其盟軍
這時期烏克蘭第3方面軍的戰鬥序列如下：

| - 第4親衛軍團 - 第20親衛狙擊軍 - 第5親衛空降師 - 第7親衛空降師 - 第80親衛狙擊師 - 第21親衛狙擊軍 - 第41親衛狙擊師 - 第62親衛狙擊師 - 第66親衛狙擊師 - 第69親衛狙擊師 - 第31親衛狙擊軍 - 第4親衛狙擊師 - 第34親衛狙擊師 - 第40親衛狙擊師 - 蘇聯第6親衛坦克軍團 - 第5親衛坦克軍 - 第9親衛機械化軍 - 第9親衛軍團 - 第37親衛狙擊軍 - 第98親衛狙擊師 - 第99親衛狙擊師 - 第103親衛狙擊師 - 第38親衛狙擊軍 - 第104親衛狙擊師 - 第105親衛狙擊師 - 第106親衛狙擊師 - 第39親衛狙擊軍 - 第100親衛狙擊師 - 第107親衛狙擊師 - 第114親衛狙擊師 | - 第26軍團 - 第30狙擊軍 - 第36親衛狙擊師 - 第68親衛狙擊師 - 第21狙擊師 - 第104狙擊軍 - 第74狙擊師 - 第93狙擊師 - 第151狙擊師 - 第135狙擊軍 - 第233狙擊師 - 第236狙擊師 - 第27軍團 - 第35親衛狙擊軍 - 第3親衛空降師 - 第163狙擊師 - 第202狙擊師 - 第33狙擊軍 - 第78狙擊師 - 第155狙擊師 - 第206狙擊師 - 第337狙擊師 - 第37狙擊軍 - 第108親衛狙擊師 - 第316狙擊師 - 第320狙擊師 | - 第57軍團 - 第6親衛狙擊軍 - 第10親衛空降師 - 第20親衛狙擊師 - 第61親衛狙擊師 - 第64狙擊軍 - 第73親衛狙擊師 - 第113狙擊師 - 第299狙擊師 - 第133狙擊軍 - 第84狙擊師 - 第104狙擊師 - 第122狙擊師 - 第17空降軍團 - 第5親衛騎兵軍 - 第1親衛機械化軍 - 第18坦克軍 - 第2突破炮兵軍 - 第9突破炮兵師 - 第19突破炮兵師 - 第7突破炮兵師 - 第3高射炮兵師 - 第4高射炮兵師 - 第9高射炮兵師 - 第22高射炮兵師 - 保加利亞第1軍團 - 第3軍 - 第10步兵師 - 第12步兵師 - 第16步兵師 - 第4軍 - 第3步兵師 - 第8步兵師 - 第11步兵師 - 第6步兵師 |

## 文章來源
- Brassey's Dictionary of Battles, John Laffin, New York: Barnes and Noble, 1995. ISBN 0-7607-0767-7.
- The Decline and Fall of Nazi Germany and Imperial Japan, Hans Dollinger and Hans Adolf Jacobsen, New York: Crown, 1968.
- Endkampf an der Donau 1944/45, Peter Gosztony, Wien: Molden Taschenbuch Verlag, 1978. ISBN 3-217-05126-2.
- Geschichte des Zweiten Welt Krieges (German translation of official Soviet history of World War II), Volume 10, D. F. Ustinov et al, Berlin: Militärverlag der DDR, 1982.
- The Last 100 Days, John Toland, New York: Random House, 1965.
- Essay by David Glantz: The Soviet‐German War 1941–45